# Dürnstein
Dürnstein je mestece ob reki Donavi v okrožju Krems-Land, v avstrijski deželi Spodnja Avstrija. Je eno najbolj obiskanih turističnih mest v regiji Wachau in tudi zelo znano vinorodno območje. Občino sestavljajo Katastralgemeinden Dürnstein, Oberloiben in Unterloiben.

## Etimologija
Mesto je dobilo ime po srednjeveškem gradu, razvalinah Dürnstein, ki so nad njim. Grad se je imenoval "Duerrstein" ali "Dürrstein", od nemškega duerr / dürr, kar pomeni "suh" in stein "kamen". Grad je bil suh, saj je bil na skalnem griču, visoko nad vlažno dolino Donave, in je bil zgrajen iz kamna.

## Geografija
Dürnstein leži ob Donavi v dolini Wachau, ki ločuje Waldviertel od Dunkelsteinerwalda. Območje občine obsega 16,81 kvadratnega kilometra. 59,61 % območja je gozd.
Občino sestavlja naslednjih pet krajev (v oklepaju število prebivalcev, stanje 31. oktober 2011 ):
- Dürnstein (340)
- Dürnsteiner Waldhütten (54)
- Oberloiben (142)
- Rothenhof (10)
- Unterloiben (322)

Skupnost je sestavljena iz katastrskih občin Dürnstein, Oberloiben in Unterloiben.

## Zgodovina
- 20. november 860: velika donacija zemljišč kralja Ludvika nemškega nadškofiji v Salzburgu v donavski dolini. Prva omemba Loibna. [4]
- 1002 : cesar Henrik II. sveti je dal samostan Tegernsee (2 Huben bei Liupna (Loiben)) med Watsteinom in Holinsteinom v marki Babenberžanu Henriku I. Donacija je bila potrjena leta 1019. [5]
- 1050: Azzo von Kuenring, prvi vogt, plemič, samostana Tegernsee. [6]
- sredina 12. stoletja: grad Dürnstein so zgradili Kuenringerni[7].
- 1192: prvič je bilo omenjeno ime Dürnstein
- december 1192-marec 1193: Rihard Levjesrčni je bil zaprt v gradu Dürnstein, vendar se ne, v katerem
- 1347: prva omemba mesta Dürnstein
- 1476: Friderik III. podeli Dürnsteinu pravico do uporabe grba
- 1477 in 1485: Dürnstein zasedejo Madžari pod poveljstvom Matije Korvina
- 1551: ogenj uniči celotno mesto
- 1645: Švedi pod poveljstvom generala Torstensona razstrelijo grad Dürnstein
- 13. september 1683: cesar Leopold I. je bil v Dürnsteinu, ko je od mladega aursperškega grofa prejel novice o osvoboditvi Dunaja izpod Turkov
- 1803: po sekularizaciji je postal Loiben suveren, končala se je vladavina samostana Tegernsee
- 11. november 1805: bitka pri Loibnu - Dürnsteinu
- 1811: Loiben je bil prodan grofu Aloisu Geniceu za 158.400 goldinarjev
- 1902: odprto je pristanišče za parnike
- 1906: gradnja sodobnega vodovoda v Dürnsteinu
- 1909: gradnja železnice Wachauer Bahn
- 1925: velik požar v Dürnsteinu
- 19. oktober 1958: odprtje ceste med Wachauom, Kremsom in Emmersdorfom
- 1968: združevanje občin Oberloiben in Unterloiben
- 1971: združitev občine Loiben v Dürnstein

Leta 1994 je prejel evropsko diplomo, leta 2000 pa bil skupaj z Wachauom vpisan na Unescov seznam svetovne dediščine.
Dürnstein je bil upodobljen na hrbtni strani bankovca za 100 šilingov iz leta 1954. 9. oktobra 2009 je bil izdan zbirateljski kovanec za 10 evrov z zasnovo: "Rihard Levjesrčni v Dürnsteinu", izdan iz serije "pravljice in legende v Avstriji".

## Znamenitosti
v Dürnsteinu:
- razvaline gradu Dürnstein
- samostan Dürnstein z osupljivo modrim stolpom samostanske cerkve
- cerkev svete Kunigunde: prvič omenjena leta 1289 (ostal je le stolp)
- karner (kostnica): iz 13. stoletja, posvečen svetemu Mihaelu
- mestna hiša
- nekdanja cerkev klaris: ustanovljena leta 1289
- grad Dürnstein
- Kellerschlössel
- stolp Starhembergwarte
- stolp Wigelwarte

v Loibnu:
- cerkev svetega Kirina
- spomenik bitki

## Partnersko mesto
- Nemčija Tegernsee, Bavarska, Nemčija

## Osebe, povezane z gradom
- Blondel de Nesle (med 1155-1160 - po 1200) eden prvih severnofrancoskih Trouvères; po sagi Blondel je bil v gradu Dürnstein zaprt Rihard Levjesrčni
- Hadmar I. Kuenring († 27. maj 1138), avstrijski ministerial, plemič, ki je zgradil grad Dürnstein
- Hadmar II. Kuenring (1140-1218), avstrijski ministerial, plemič, leta 1192 je ujel Riharda Levjesrčnega, kralja Anglije
- Rihard Levjesrčni (1157-1199), angleški kralj 1189-1199; leta 1192 so ga ujeli. Ni znano, ali je bil zaprt na zgornjem gradu v današnjem Dürnsteinu v dolini ali na drugem gradu, ki ga danes ni več
- Hans Ranzoni starejši (1868-1956), avstrijski slikar, ki je od leta 1944 živel v Dürnsteinu
- Johann Heinrich Freiherr von Schmitt (1744-1805), avstrijski feldmaršal poročnik, eden od poveljnikov v bitki pri Dürnsteinu, v kateri je tudi padel
- Barbara Schwarz, deželna glavarka in nekdanja županja Dürnsteina
- Emil Strecker (1841-1925), nemški slikar, ki je živel v Dürnsteinu
- Maximilian Suppantschitsch (1865-1953), avstrijski slikar, ki je od leta 1944 živel v Dürnsteinu